# Třída Avenger (1940)
Třída Avenger byla třída eskortních letadlových lodí z období druhé světové války. Společně s třídou Long Island (Archer) to byly první eskortní letadlové lodě objednané pro britské královské námořnictvo na základě zákona o půjčce a pronájmu. Celkem byly postaveny čtyři jednotky této třídy. Jedna byla bezprostředně po dokončení předána americku námořnictvu. Ve službě byly v letech 1941–1945. Za války byly dvě potopeny. Jedna byla po vyřazení provozována francouzským námořnictvem.

## Pozadí vzniku
Stavba této třídy určené pro Velkou Británii byla objednána v amerických loděnicích na základě zákona o půjčce a pronájmu. Plavidla byla postavena s využitím trupů transportních lodí typu C3, rozestavěných loděnicí Sun Shipbuilding & Drydock Co. v Chesteru.
Jednotky třídy Avenger:
| Jméno                                                          | Loděnice                  | Založení kýlu | Spuštění na vodu   | Přijetí do služby                       | Osud |
| -------------------------------------------------------------- | ------------------------- | ------------- | ------------------ | --------------------------------------- | --- |
| HMS Avenger (D14) (ex Rio Hudson)                              | Bethlehem                 | 1939          | 27. listopadu 1940 | 2. března 1942                          | Dne 15. listopadu 1942 torpédována poblíž Gibraltaru německou ponorkou U 155. Potopila se během tří minut. Zemřelo 505 členů posádky.                                                                               |
| HMS Biter (D97) (ex Rio Parana)                                | Atlantic Basin Iron Works | 1939          | 18. prosince 1940  | 1. května 1942                          | Roku 1945 vrácena USA. Dne 9. dubna 1945 zařazena francouzským námořnictvem jako Dixmude, nasazena v Indočíně, od roku 1949 sloužila k transportu letadel, od roku 1960 plovoucí kasárna, roku 1966 vrácena do USA. |
| USS Charger (CVE-30) (ex Rio de la Plata, ex HMS Charger, D27) | Newport News              | 1940          | 1. března 1941     | 2. října 1941 (UK) 3. března 1942 (USA) | Dne 4. října 1941 předána USA, vyřazena roku 1946. Přestavěna na obchodní loď Fairsea, vyřazena 1969. |
| HMS Dasher (D37) (ex Rio de Janeiro)                           | Tietjen & Lang            | 1940          | 12. dubna 1941     | 1. července 1942                        | Dne 27. března 1943 byla na řece Clyde zničena vnitřním výbuchem. Zemřelo 378 lidí. |

## Konstrukce

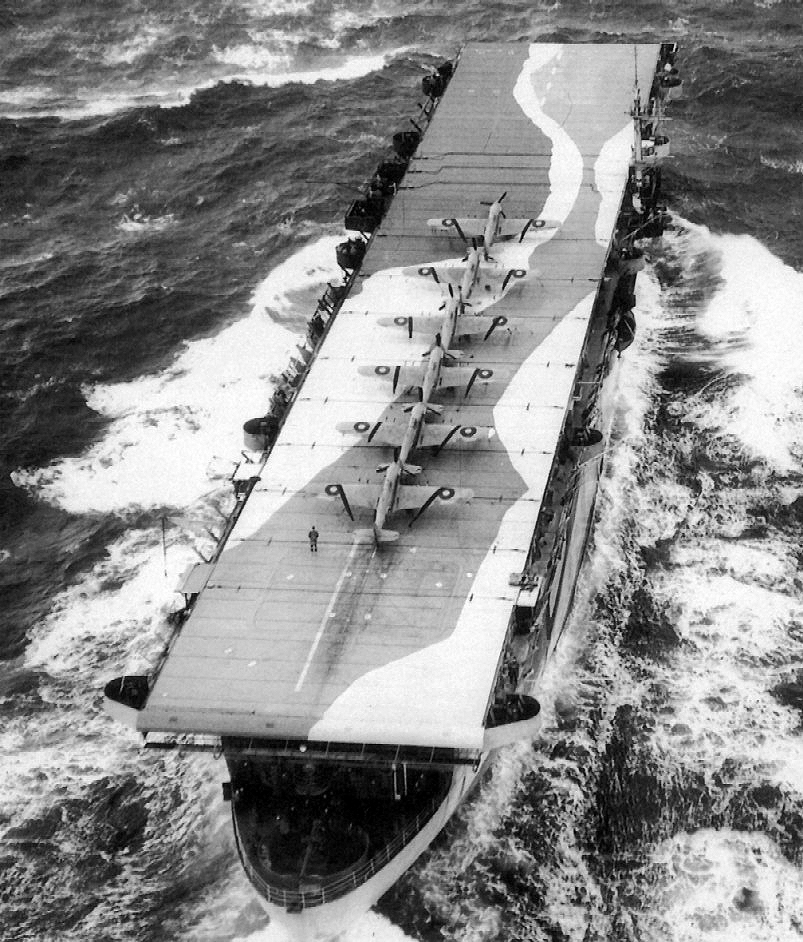
USS Avenger (D14)

Plavidla měla klasické uspořádání s průběžnou palubou a malým ostrovem na pravoboku (pouze Avenger měl hladkopalubové uspořádání). Neměla žádné pancéřování, ani protitorpédovou ochranu. Letovou palubu s hangárem spojoval jeden výtah. Jedna loď nesla 15 letadel. Například nesl v srpnu 1942 dvanáct stíhaček Sea Hurricane a tři bombardéry Swordfish. V dubnu 1944 nesl Bitter sedm stíhaček Wildcat a jedenáct Swordfishů. Ty startovaly pomocí jednoho katapultu H-II. Obrannou výzbroj tvořily tři 102mm kanóny, patnáct 20mm kanónů a šest 12,7mm kulometů. Pohonný systém tvořily čtyři diesely Sun-Doxford o výkonu 8500 hp, pohánějící jeden lodní šroub. Nejvyšší rychlost dosahovala 16,5 uzlu. Dosah byl 15 000 námořních mil při rychlosti 15 uzlů.

## Operační služba
Plavidla byla nasazena ve druhé světové válce.